# Glodeni (Moldavia)
Glodeni è una città della Moldavia, capoluogo del distretto omonimo di 10.785 abitanti al censimento 2004 dei quali 10.465 costituiscono la popolazione urbana.
È situata nella parte nord orientale del paese e dista 168 km dalla capitale Chișinău

## Storia
La città è menzionata per la prima volta in un documento ufficiale nel 1673. Nella seconda metà del novecento, quando apparteneva alla Repubblica socialista sovietica moldava, è incominciato il processo di industrializzazione che ha portato alla costruzione di una fabbrica di zucchero, una di conserve e una per la preparazione di olii essenziali

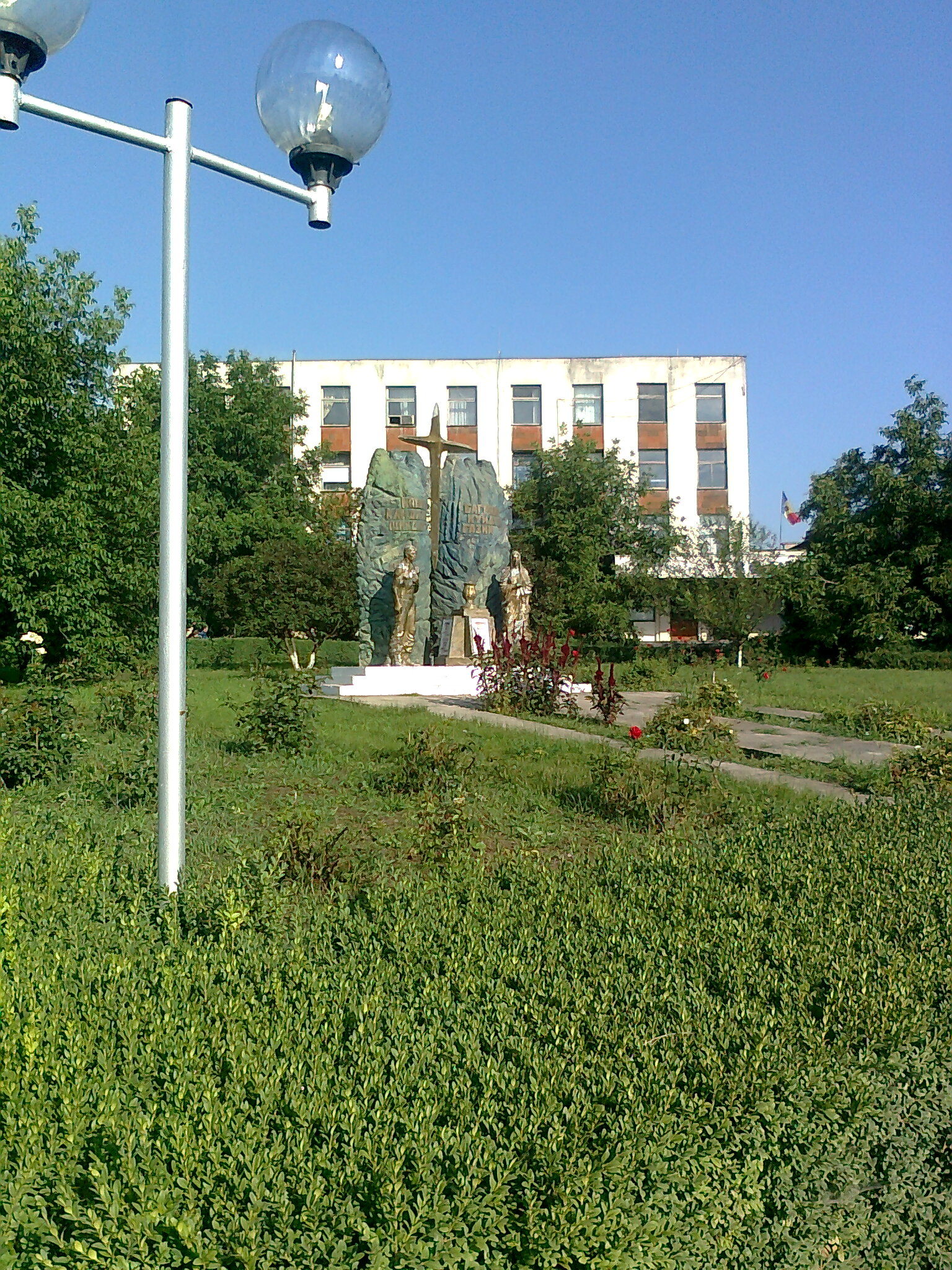
Glodeni

## Società

### Evoluzione demografica
In base ai dati del censimento, la popolazione è così divisa dal punto di vista etnico:
| Etnia       | Abitanti | %     |
| ----------- | -------- | ----- |
| Moldavi     | 6.378    | 59,14 |
| Ucraini     | 2.969    | 27,53 |
| Russi       | 1.046    | 9,70  |
| Gagauzi     | 14       | 0,13  |
| Bulgari     | 24       | 0,22  |
| Rumeni      | 56       | 0,52  |
| Altre etnie | 298      | 2,76  |

Nel villaggio di Stîrcea 121 dei 320 residenti sono di etnia polacca.

## Località
Il comune è formato dall'insieme delle seguenti località (popolazione 2004):
- Glodeni (10.465 abitanti)
- Stîrcea (320 abitanti)

## Economia
Il settore trainante dell'economia cittadina è l'agricoltura e l'industria manifatturiera.
Le coltivazioni principali sono il girasole, il tabacco
L'industria più importante è la fabbrica di zucchero.

## Amministrazione

### Gemellaggi
- Botoșani
- Sharhorod